# Abietinaria immersa
Abietinaria immersa är en nässeldjursart som beskrevs av Vervoort 1993. Abietinaria immersa ingår i släktet Abietinaria och familjen Sertulariidae. Inga underarter finns listade i Catalogue of Life.